# Di rose e di spine
Di rose e di spine è un brano musicale interpretato dal cantante italiano Al Bano, che l'ha presentato in gara in occasione del Festival di Sanremo 2017, manifestazione nella quale non si è qualificato per la serata finale. Al brano è stato assegnato il premio come "Miglior arrangiamento".  Il brano è stato scritto da Al Bano insieme a Maurizio Fabrizio e Katia Astarita ed è contenuto nell'album omonimo, uscito il successivo 10 febbraio.

## Tracce
1. Di rose e di spine – 3:34